# Moussa Ouattara (boxe anglaise)
Pour les articles homonymes, voir Moussa Ouattara.
Moussa Ouattara est un boxeur burkinabé né le 8 février 1963 à Bobo-Dioulasso.

## Carrière
Moussa Ouattara est médaillé d'argent dans la catégorie des poids moyens aux Jeux africains d'Alger en 1978. Il est ensuite médaillé d'argent dans la catégorie des poids mi-lourds aux championnats d'Afrique de Benghazi en 1979.